# Ružica Đinđić
Ružica Pavlović-Đinđić, cyr. Ружица Павловић-Ђинђић (ur. 25 lutego 1960 w Valjevie) – serbska prawniczka, polityk i działaczka społeczna. Żona Zorana Đinđicia.

## Życiorys
Ukończyła studia na Wydziale Prawa Uniwersytetu w Nowym Sadzie, pracowała w stowarzyszeniu literatów m.in. w Nowym Sadzie. W latach 2001–2003 była przewodniczącą rady organizacji charytatywnej działającej na rzecz sierot. Była żoną Zorana Đinđicia, z którym miała dwoje dzieci. Po zamordowaniu męża założyła i stanęła na czele fundacji jego imienia. W tym samym roku dołączyła do władz krajowych Partii Demokratycznej, w 2004 została honorową przewodniczącą partyjnej organizacji kobiecej.
Prowadziła listę wyborczą demokratów w wyborach parlamentarnych w 2007. Startowała również z ramienia koalicji tworzonych przez to ugrupowanie w 2008 i w 2012.
Odznaczona francuską Legią Honorową (2009).